# مكبين (ميزوري)
مكبين (بالإنجليزية: McBaine)‏ هي إحدى المجتمعات الفردية (غير مصنفة) في ولاية ميزوري في الولايات المتحدة الأمريكية.

## التركيبة السكانية
قام مكتب تعداد الولايات المتحدة بتحديد بيانات التركيبة السكانية لمكبين في تعداد الولايات المتحدة. في ما يلي، التركيبة السكانية حسب تعدادي 2000 و2010.

### تعداد عام 2000
بلغ عدد سكان مكبين 17 نسمة بحسب تعداد عام 2000، وبلغ عدد الأسر 9 أسرة وعدد العائلات 2 عائلة مقيمة في القرية.
وتوزع التركيب العرقي للقرية بنسبة 100.00% من البيض.
بلغ عدد الأسر 9 أسرة كانت نسبة 33.3% منها لديها أطفال تحت سن الثامنة عشر تعيش معهم، ونسبة 33.3% من الأسر كان لديها معيلات من الإناث دون وجود شريك، وكانت نسبة 66.7% من غير العائلات. وبلغ متوسط حجم الأسرة المعيشية 2.67، أما متوسط حجم العائلات فبلغ 1.89.
بلغ العمر الوسطي للسكان 30 عاماً. وكانت نسبة 29.4% من القاطنين تحت سن الثامنة عشر، وكانت نسبة 17.6% بين الثامنة عشرة والأربعة وعشرين عاماً، ونسبة 41.2% كانت واقعةً في الفئة العمرية ما بين الخامسة والعشرين والأربعة وأربعين عاماً، يوجد لكل 100 أنثى 70.0 ذكر، ويوجد لكل 100 أنثى في الثامنة عشر من عمرها فما فوق 71.4 ذكر.
بلغ متوسط دخل الأسرة في القرية 21,875 دولار، أما متوسط دخل العائلة فبلغ 20,625 دولار. وسجل دخل الفرد الخاص بالقرية 10,112 دولار. وكانت نسبة 33.3% من العائلات ونسبة 35.3% من السكان تحت خط الفقر،

### تعداد عام 2010
بلغ عدد سكان مكبين 10 نسمة بحسب تعداد عام 2010، وبلغ عدد الأسر 6 أسرة وعدد العائلات 1 عائلة مقيمة في القرية. في حين سجلت الكثافة السكانية 45.5 نسمة لكل ميل مربع (17.6/كم2). وبلغ عدد الوحدات السكنية 7 وحدة بمتوسط كثافة قدره 31.8 لكل ميل مربع (12.3/كم2).
وتوزع التركيب العرقي للقرية بنسبة 100.0% من البيض.
```
وكانت نسبة 83.3% من غير العائلات. وبلغ متوسط حجم الأسرة المعيشية 3.00، أما متوسط حجم العائلات فبلغ 1.67.
```

بلغ العمر الوسطي للسكان 54 عاماً. وكانت نسبة 0.0% من القاطنين تحت سن الثامنة عشر، وكانت نسبة 10% بين الثامنة عشرة والأربعة وعشرين عاماً، ونسبة 30% كانت واقعةً في الفئة العمرية ما بين الخامسة والعشرين والأربعة وأربعين عاماً، ونسبة 30% كانت ما بين الخامسة والأربعين والرابعة والستين، ونسبة 30% كانت ضمن فئة الخامسة والستين عاماً فما فوق. وتوزع التركيب الجنسي للسكان بنسبة 70.0% ذكور و30.0% إناث.